# Ранчо де Родолфо Вега, Кол. Колорадо Но. 4 (Мексикали)
Ранчо де Родолфо Вега, Кол. Колорадо Но. 4 (шп. Rancho de Rodolfo Vega, Col. Colorado No. 4) насеље је у Мексику у савезној држави Доња Калифорнија у општини Мексикали. Насеље се налази на надморској висини од 10 м.

## Становништво
Према подацима из 2005. године у насељу је живело 6 становника.

### Хронологија
| Година       | 2000         | 2005 |
| ------------ | ------------ | ---- |
| Становништво | 27 (13 / 14) | 6    |

### Попис
| # | Индикатор                        | Вредност |
| - | -------------------------------- | -------- |
| 1 | Укупно појединачних домаћинстава | 2        |